# Качкаровка (Генический район)
Качкаровка (укр. Качкарівка) — село в Новотроицкой поселковой общине Генического района Херсонской области Украины.
Население по переписи 2001 года составляло 105 человек. Почтовый индекс — 75350. Телефонный код — 5548. Код КОАТУУ — 6524483302.